# Kairuku grebneffi
Kairuku grebneffi (лат.) — ископаемый вид птиц из отряда пингвинообразных (Sphenisciformes), найденный в Новой Зеландии (Kokoamu Greensand). Очень крупный ископаемый пингвин, чей рост достигал 1,3 метра, а вес — до 60 кг. Возраст останков оценивается поздним олигоценом (около 27 миллионов лет). Первый полный скелет нового вида был найден ещё в 1977 году.

## Описание
Kairuku grebneffi имел более длинные плавники и изящное телосложение, чем современные виды пингвинов. Длина бедра составляла около 14 см, максимальная ширина — до 4,8 см. Длина плечевой кости — до 17 см (ширина — до 3 см), голени (тибиотарзус) — до 24 см, грудины — около 46 см. Некоторые останки Kairuku sp. ранее интерпретировались как Palaeeudyptes antarcticus.
В исследовании участвовали американский палеонтолог Дэниель Ксепка (Daniel T. Ksepka, Университет штата Северная Каролина и Северокаролинский музей естественных наук, Роли, США), новозеландские палеонтологи Эван Фордайс (Dr. Ewan Fordyce; Университет Отаго, Данидин, Новая Зеландия), Тацуро Андо (Dr. Tatsuro Ando; Ashoro Museum of Paleontology) и Крейг Джонс (Dr. Craig Jones; Institute of Geological and Nuclear Sciences).

## Этимология
Родовое название Kairuku на языке маори означает «ныряльщик, возвращающийся с едой», а видовой эпитет grebneffi дан в честь полевого палеонтолога и препаратора Andrew Grebneff, за его помощь в работе, который работал в University of Otago с 1985 до его внезапной смерти в 2010 году.